# Сара Ейтон
Сара Ейтон  (англ. Sarah Ayton, 9 квітня 1980) — британська яхтсменка, олімпійська чемпіонка.

## Виступи на Олімпіадах
| Олімпіада  | Дисципліна | Місце |
| ---------- | ---------- | ----- |
| Афіни 2004 | Інглінг    | 1     |
| Пекін 2008 | Інглінг    | 1     |